# Jacques Mavel
Jacques Mavel est un monteur français. 

## Filmographie partielle
- 1951 : Piédalu à Paris de Jean Loubignac
- 1952 : Piédalu fait des miracles de Jean Loubignac
- 1953 : L'Étrange Amazone de Jean Vallée
- 1953 : Piédalu député de Jean Loubignac
- 1954 : Crime au concert Mayol de Pierre Méré
- 1954 : Sur le banc de Robert Vernay
- 1954 : Ah ! les belles bacchantes de Jean Loubignac
- 1954 : Le Feu dans la peau de Marcel Blistène
- 1955 : Gueule d'ange de Marcel Blistène
- 1956 : Impasse des vertus, de Pierre Méré
- 1956 : Cette sacrée gamine de Michel Boisrond
- 1957 : Sylviane de mes nuits de Marcel Blistène
- 1957 : Printemps à Paris de Jean-Claude Roy
- 1957 : Une nuit au Moulin Rouge de Jean-Claude Roy
- 1957 : L'Aventurière des Champs-Élysées de Roger Blanc
- 1958 : À la bonne tambouille de Raymond Dastra (court métrage)
- 1959 : La Nuit des traqués de Bernard Roland
- 1959 : Les Amants de demain de Marcel Blistène
- 1960 : Tête folle de Robert Vernay
- 1961 : Quai Notre-Dame de Jacques Berthier
- 1962 : Les Enfants du soleil de Jacques Séverac
- 1963 : Seul... à corps perdu de Jean Maley
- 1964 : Le Bluffeur de Sergio Gobbi
- 1965 :  Passeport diplomatique agent K 8 de Robert Vernay